# Luis Molowny
Luis Molowny Arbelo (Santa Cruz de Tenerife, 12 de maio de 1925 – Las Palmas, 12 de fevereiro de 2010) foi um treinador e futebolista espanhol que atuou como meio-campista. É um dos grandes ídolos do Las Palmas e do Real Madrid.
Seu sobrenome Molowny deriva de suas origens irlandesas.

## Carreira

### Real Madrid
Pelo clube merengue, atuou como jogador durante onze temporadas, entre 1946 e 1957. Seus principais títulos foram três Campeonatos Espanhóis (La Liga) e duas Ligas dos Campeões da UEFA. Já como treinador, conquistou três Espanhóis, duas Copas da UEFA (atual Liga Europa da UEFA) e duas Copas do Rei.

### Seleção Espanhola
Como jogador, representou a Espanha durante cinco anos, entre 1950 e 1955. Fez parte do elenco que disputou a Copa do Mundo FIFA de 1950 realizada no Brasil.

## Títulos

### Como jogador
Real Madrid
- La Liga: 1953–54, 1954–55 e 1956–57
- Copa do Generalíssimo: 1947
- Copa Eva Duarte: 1947
- Copa dos Clubes Campeões Europeus: 1955–56 e 1956–57
- Copa Latina: 1955 e 1957

### Como treinador
Real Madrid
- Copa do Rei: 1973–74 e 1981–82
- La Liga: 1977–78, 1978–79 e 1985–86
- Copa da Liga Espanhola: 1985
- Copa da UEFA: 1984–85 e 1985–86